# Brian Porter-Szűcs
Brian Porter-Szűcs (ur. 1963) – amerykański historyk.

## Życiorys
Jego przodkowie pochodzą z Mławy. Pod koniec lat 80. był stypendystą Fulbrighta w Polsce. W 1994 roku obronił doktorat na University of Wisconsin. Po doktoracie związał się University Michigan (główny kampus w Ann Arbor), gdzie wykłada historię idei i historię gospodarczą. Jest autorem wielu artykułów i książek na temat historii Polski.

## Prace
- Porter-Szűcs, Brian (2002), When Nationalism Began to Hate : Imagining Modern Politics in Nineteenth-Century Poland, Oksford, Oxford University Press ISBN 978-0-19-515187-9
- Porter-Szűcs, Brian (2010), Faith and fatherland : Catholicism, modernity, and Poland, Oksford: Oxford University Press ISBN 978-0-19-539905-9
- Porter-Szűcs, Brian (2021), Całkiem zwyczajny kraj. Historia Polski bez martyrologii, Warszawa: Filtry ISBN 978-83-957973-4-7

## Nagrody i wyróżnienia
- Metchie J. E. Budka Award Fundacji Kościuszkowskiej (1999);
- Amicus Poloniae (2000);
- Nagroda im. Oskara Haleckiego Polskiego Instytutu Naukowego w Ameryce (2000)
- Nagroda Kulczyckiego od Association for Slavic, East European, and Eurasian Studies (2012)